# Le Léopard (film, 1984)
Pour plus de détails, voir Fiche technique et Distribution.
Le Léopard est un film français réalisé par Jean-Claude Sussfeld, sorti en 1984.

## Synopsis
Lartigue, baroudeur-écrivain part élucider une affaire de meurtre et d’espionnage en Afrique aux côtés de Pauline Fitzgerald, auteur d’aventures policières.

## Fiche technique
- Titre : Le Léopard
- Réalisation : Jean-Claude Sussfeld, assisté de Stéphane Clavier
- Scénario original: Alain Riou
- Adaptation et dialogues : Jean-Claude Sussfeld et Alain Riou
- Musique : Claude Bolling
- Pays d'origine :  France
- Genre : aventure, action
- Durée : 96 minutes
- Date de sortie : France : 14 mars 1984
- Affiche : Jean Mascii (France)

## Distribution
- Claude Brasseur : Lartigue
- Dominique Lavanant : Pauline Fitzgerald
- Marius Weyers : Nick Denver
- Max Mégy : Le colonel
- Nini Crépon : Latimer
- Liliane Bertrand : Rose